# 约热夫·霍尔佩特
约热夫·霍尔佩特（羅馬化：Jožef Holpert，1961年3月13日—），塞尔维亚男子手球运动员。他曾代表南斯拉夫国家队参加1988年夏季奥林匹克运动会手球比赛，获得一枚铜牌。